# 接湾麦公祠
接湾麦公祠，位于中国广东省清远市清城区松岗街道古城村，为清城区文物保护单位，类型为古建筑，公布时间为2002年5月。
接湾麦公祠的历史年代为1924年。